# 28 Ceti
28 Ceti är en vit stjärna i huvudserien i stjärnbilden Valfisken.
28 Ceti har visuell magnitud +5,57 och är synlig för blotta ögat vid god seeing. Den befinner sig på ett avstånd av ungefär 590 ljusår.